# Rajd Włoch 1990
Rajd San Remo 1990 - Rajd Włoch (32. Rallye Sanremo - Rallye d'Italia) – 32 Rajd San Remo rozgrywany we Włoszech w dniach 14-18 października. Była to dziesiąta runda Rajdowych Mistrzostw Świata w roku  1990. Rajd został rozegrany na nawierzchni asfaltowej i szutrowej. Bazą rajdu było miasto San Remo.

## Wyniki końcowe rajdu[1]
| Msc. | Kierowca          | Pilot               | Samochód                    | Czas    | Strata | Grupa | Punkty |
| ---- | ----------------- | ------------------- | --------------------------- | ------- | ------ | ----- | ------ |
| 1    | Didier Auriol     | Bernard Occelli     | Lancia Delta Integrale 16V  | 7:30.38 | 0.0    | A8    | 20     |
| 2.   | Juha Kankkunen    | Juha Piironen       | Lancia Delta Integrale 16V  | 7:31.23 | +0:45  | A8    | 15     |
| 3.   | Carlos Sainz      | Luis Moya           | Toyota Celica GT-Four       | 7:32.23 | +1:45  | A8    | 12     |
| 4.   | Dario Cerrato     | Giuseppe Cerri      | Lancia Delta Integrale 16V  | 7:33.25 | +2:47  | A8    | 10     |
| 5.   | Piero Liatti      | Luciano Tedeschini  | Lancia Delta Integrale 16V  | 7:33.25 | +6:14  | A8    | 8      |
| 6.   | Mikael Ericsson   | Claes Billstam      | Toyota Celica GT-Four       | 7:37.12 | +6:34  | A8    | 6      |
| 7.   | Piergiorgio Deila | Pierangelo Scalvini | Lancia Delta Integrale 16V  | 7:37.49 | +7:11  | A8    | 4      |
| 8.   | Alex Fiorio       | Luigi Pirollo       | Lancia Delta Integrale 16V  | 7:38.23 | +7:45  | A8    | 3      |
| 9.   | Giuseppe Grossi   | Alex Mari           | Lancia Delta Integrale 16V  | 7:56.57 | +26:19 | A8    | 2      |
| 10.  | Alex Fassina      | Max Chiapponi       | Ford Sierra RS Cosworth 4x4 | 7:58.13 | +27:35 | N4    | 1      |

## Klasyfikacja po 10 rundach
Tabele przedstawiają tylko pięć pierwszych miejsc.

### Kierowcy
| Lp. | Kierowca        | Pkt |
| --- | --------------- | --- |
| 1   | Carlos Sainz    | 132 |
| 2   | Didier Auriol   | 87  |
| 3   | Juha Kankkunen  | 85  |
| 4   | Massimo Biasion | 64  |
| 5   | Mikael Ericsson | 32  |

### Producenci
| Lp. | Producent  | Pkt |
| --- | ---------- | --- |
| 1   | Lancia     | 137 |
| 2   | Toyota     | 128 |
| 3   | Subaru     | 43  |
| 4   | Mitsubishi | 39  |
| 5   | Mazda      | 30  |